# Šivec
Šivec (makedonska: Шивец) är en ort i Nordmakedonien. Den ligger i kommunen Kavadarci, i den centrala delen av landet, 70 kilometer sydost om huvudstaden Skopje. Šivec ligger 179 meter över havet och antalet invånare är 228.